# 칼리크라테스
칼리크라테스(/kəˈlɪkrəˌtiːz/ ;그리스어: Καλλικράτης, [Kaliˈkratis], 영어: Callicrates 또는 영어: Kallikrates)는 기원전 5세기 중반에 활동한 고대 그리스의 건축가이다. 칼리크라테스와 익티노스는 파르테논 신전을 건축했다.(플루타르코스, 페리클레스, 13) 어느 한 비문에는 칼리크라테스가 아테네 아크로폴리스에 위치한 "니케 신전"(IG I3 35)의 건축가로 기록되어 있다. 비문 속 "니케 신전"은 아테네에 현존하고 있는 암피프로스타일의 아테나 니케의 신전이거나 이후 신전의 토대에서 유물이 발견되기도 한 이전에 지어졌던 소규모의 성소(聖所, 나이스코스)로 보인다.
비문에는 칼리크라테스가 아크로폴리스의 고전적 순환 성벽(IG I 3 45) 건축가 중 한 명으로 기록되어 있으며, 플루타르코스에 의해 그가 아테네와 피레아스를 연결하는 세 개의 방어 성벽의 중간을 짓는 계약을 맺었다고도 기록되어 있다.
수성의 한 분화구는 칼리크라테스의 이름을 따서 명명되었다.